# Freedom of Mobile Multimedia Access

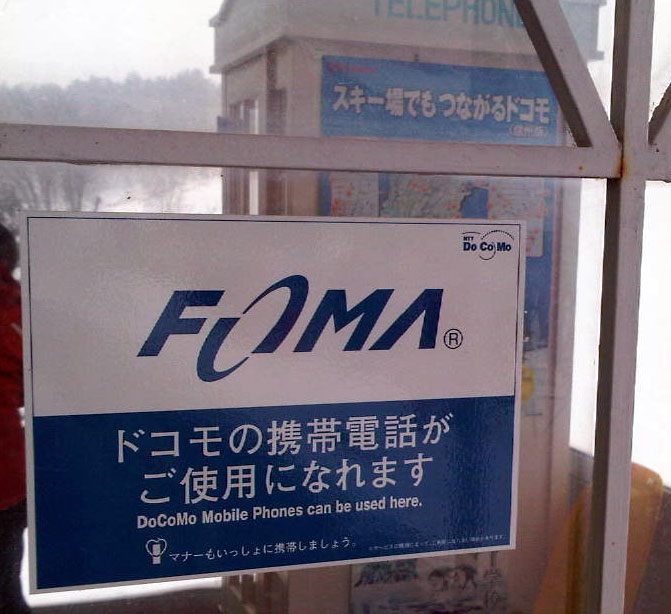
Publicidad FOMA.

Freedom of Mobile Multimedia Access (FOMA) es la marca de los servicios 3G que son ofrecidos por la empresa de telefonía móvil japonesa NTT DoCoMo.  
FOMA fue el primer servicio de W-CDMA 3G del mundo cuando fue introducido en 2001.  FOMA es compatible con el estándar UMTS, ambos usan radio enlaces  como también el intercambio de la tarjeta USIM, y por lo tanto proporciona varias alternativas para los servicios de roaming global:  bien sea con cambio o no de aparato telefónico o móvil.  Puesto que los servicios móviles en Japón están generalmente más avanzados que en la mayoría de países, por ejemplo. los teléfonos monedero de FeliCa-i-Mode, datos móviles de i-Modo etc., teléfonos móviles japoneses son usados para obtener todos los beneficios de los servicios de FOMA.
Inicialmente - como el primer servicio completo 3G en el mundo - los teléfonos móviles FOMA eran experimentales buscando nuevos adeptos, además eran de gran tamaño con una duración de batería pobre, y la red cubierta era básicamente los centros de las ciudades más grandes de Japón únicamente.  Los primeros 2 años, FOMA era esencialmente un servicio experimental para los nuevos usuarios - principalmente profesionales de la industria de la comunicación.
Alrededor de enero del 2004, la cobertura nacional estaba casi completa incluyendo las estaciones del subterráneo o metro y el interior de la mayoría de los edificios importantes; con la introducción de la serie de 900i de DoCoMo, FOMA alcanzó la brecha tecnológica en ventas totales, y las ventas se elevaron.  Para el verano 2005, FOMA contaba con 15 millones de suscriptores y es la compañía de telefonía móvil de más rápido crecimiento en Japón.